# Celosterna pulchellator
Celosterna pulchellator là một loài bọ cánh cứng trong họ Cerambycidae.